# Quận Wood, Wisconsin
Quận Wood một quận thuộc tiểu bang Wisconsin, Hoa Kỳ. Quận lỵ đóng ởWisconsin Rapids6. Theo điều tra dân số năm 2000 của Cục điều tra dân số Hoa Kỳ năm 2000, quận có dân số 75.555 người.

## Địa lý
Theo Cục điều tra dân số Hoa Kỳ, quận có diện tích 2096 km2, trong đó có 43 km2 (chiếm 2,06%) là diện tích mặt nước.

### Xa lộ
- U.S. Highway 10
- Highway 13 (Wisconsin)
- Highway 34 (Wisconsin)
- Highway 54 (Wisconsin)
- Highway 73 (Wisconsin)
- Highway 80 (Wisconsin)
- Highway 97 (Wisconsin)
- Highway 173 (Wisconsin)
- Highway 186 (Wisconsin)

### Quận giáp ranh
- Quận Marathon - bắc
- Quận Portage - đông
- Quận Adams – đông nam
- Quận Juneau - nam
- Quận Jackson – tây nam
- Quận Clark – tây bắc

## Thông tin nhân khẩu
Theo điều tra dân số 2 năm 2000, quận đã có dân số 75.555 người, 30.135 hộ gia đình, và 20.491 gia đình sống trong quận hạt. Mật độ dân số là 95 người trên một dặm vuông (37/km ²). Có 31.691 đơn vị nhà ở với mật độ trung bình là 40 trên một dặm vuông (15/km ²). Cơ cấu chủng tộc của dân cư quận gồm 96,43% người da trắng, 0,27% da đen hay Mỹ gốc Phi, 0,70% người Mỹ bản xứ, 1,61% châu Á, Thái Bình Dương 0,01%, 0,30% từ các chủng tộc khác, và 0,69% từ hai hoặc nhiều chủng tộc. 0,94% dân số là người Hispanic hay Latino thuộc một chủng tộc nào. 50,8% là của Đức, Ba Lan 8,5%, Na Uy 6,2%, 5,2% và 5,1% người Mỹ gốc Ailen theo điều tra dân số năm 2000.
Có 30.135 hộ, trong đó 32,20% có trẻ em dưới 18 tuổi sống chung với họ, 56,70% là đôi vợ chồng sống với nhau, 8,00% có một chủ hộ nữ và không có chồng, và 32,00% là các gia đình không. 27,20% hộ gia đình đã được tạo ra từ các cá nhân và 11,40% có người sống một mình 65 tuổi hoặc lớn tuổi hơn là người. Cỡ hộ trung bình là 2,47 và cỡ gia đình trung bình là 3.01.
Trong quận độ tuổi dân cư với 25,70% dưới độ tuổi 18, 7,70% 18-24, 28,40% 25-44, 22,90% từ 45 đến 64, và 15,30% từ 65 tuổi trở lên người. Độ tuổi trung bình là 38 năm. Đối với mỗi 100 nữ có 96,10 nam giới. Đối với mỗi 100 nữ 18 tuổi trở lên, đã có 93,00 nam